# 以諾書

伊诺金书籍封面

以諾書（羅馬化：mets'iḥāfe hēnoki）是啟示文學作品之一，記載了在大洪水之前以諾與上帝同行三百年（詳見以諾）期间所見的異象。以諾書分成以諾一書、以諾二書和以諾三書三本。大部份的基督教會以及現代的猶太教团体多視其為非正典。

## 以諾一書
以諾一書，又名為《埃塞俄比亞以諾啟示錄》，因為它最完整的抄本是用埃塞俄比亞文寫成的。此書亦有亞蘭文和拉丁文的抄本殘卷，所以有學者認為其原文可能是以亞蘭文或希伯來文寫成的。以諾一書應是在不同時期由不同人寫成的，而成書的地方亦被學者認為是在巴勒斯坦。在死海古卷中亦見其殘卷，因此學者認為猶太教的愛色尼派可能時常誦讀這書。
以諾書在猶太人和基督徒當中，以諾一書是最為人熟悉的，而《新約·猶大書》的作者被認為深受此書影響。在其他兩約之間時期的次經中，以諾一書多次被引用。初期教會及教父們十分重視這書，其中以特土良為代表；但第四世紀開始，教會開始改變態度，因為奧古斯丁和耶柔米並不看重此書。自此以後，此書僅在埃塞俄比亞東正教教會中和衣索比亞猶太人常被提及。
成書時間方面，學者認為此書的成書時間較長，大約由公元前三世紀到一世紀。
以諾一書其「一書」之稱不僅僅是學術慣例，而是要強調此書與其他以諾書（以諾二書、三書）之差別。以諾二書、三書的內容、成書時間、原文語言均與一書不同。以諾二書是「放大了創世紀 5:21-32 的內容；即是由以諾的生命至洪水前的一段時間。」二書的原卷只有公元第一世紀的古教會斯拉夫語版本能夠保留。三書是更後期的作品，正如亞歷山大（Alexander）指出：「三書的重點是拉比·以實瑪利往天堂，見到上帝的寶座及馬車，接收來自天使長梅塔特隆的啟示，及觀看上天的奇妙。」三書以希伯來文寫作，假設接納三書所述對象是拉比·以實瑪利，則寫作時間是公元第二世紀，因為拉比·以實瑪利於公元132年的巴爾科赫巴起義過後不久離世。

### 書卷
以諾一書分為五卷：
1. 卷一（第一到三十六章）：第一到五章是這本書的導言，描繪末世時代罪人受罰和義人得到獎賞；第六至三十六章是關於天使和宇宙的事，講述天使跟人間的女人結合，因此人類敗壞。以諾為這世界向神代求，但失敗。以諾被天使帶往陰間、耶路撒冷和其他地方。
2. 卷二（第三十七到七十一章）：第三十七到七十一章是比喻或是明喻，講述將來會有的審判、彌賽亞、義人和被選者。內容主要講及罪人滅亡和義人得勝。第四十五到五十七章是關於彌賽亞和被選的那一位。彌賽亞的描述和以西結書那人間之子不同，卻跟但以理書所說那從天上而來的人子相近。
3. 卷三（第七十二到八十二章）：這是有關天上的光體和天文現象的描述。此部份提到曆法的計算將不像法利賽人以陰曆計算，而是以陽曆。另外，又提到一年將不是三百六十五又四分之一日，而是三百六十四日；這些天文知識主要是啟示將來的日子是如何的混亂。
4. 卷四（第八十三到九十章）：這是以諾在夢中所見的異象，主要有兩個部份；第一部份是描述從洪水之前以諾對將來的異象，是關於整個世界和以色列的，以及上帝將要以洪水處罰充滿罪惡的世界；第二部份則是由亞當到馬加比時代的以色列歷史。
5. 卷五（第九十一到一百零七章）：是關於義人與罪人的兩條道路，在第九十一到一百零五章中，以諾預言義人將復活以及罪人將受罰，還特別提及啟示文學中的星期；就是由以諾開始，「將來」要分成十個日子不一樣的星期。第二個星期是指挪亞的時代，接著是亞伯拉罕、摩西等等；第八個星期是馬加比的時代，並指出公義將要掌權；而新天新地則將在第十個星期出現。第一百零六到一百零七章講述挪亞的出生，以及有關罪惡的增加和洪水的預言。

另外，以諾一書還有第一百零八章，稱為另一卷以諾所寫的書，是描述罪人受罰的異象，以勉勵義人忍受在世上的痛苦，等待將來的審判。

### 影響
在基督教神學上，《以諾一書》是十分重要的著作，因為它幫助讀者了解兩約之間的猶太教思想；例如，以諾以不同的名字稱呼神，包括：至高者、至聖者和至大者等等。此書又特別解釋創世記第六章的一至四節，視此經文為講述天使墜落。在《舊約聖經·但以理書》第七章中所描述的「人子」與《新約聖經》中所指的「天上的彌賽亞」都可以在以諾一書中找到相同的記載，並且指出，人子是那位公義，並且將會審判世界的彌賽亞。此書又以對末世論的描述詳盡而聞名，書中詳細地描述到末日的審判，罪人在陰間永受刑罰，而義人則復活並得到永生。在末日，彌賽亞將再臨，並且祂的王國和新耶路撒冷城將被建立。《路加福音》10:17、《彼得前书》3:19-20、《彼得后书》2:4都受到该书内容的影响，《犹大书》14-15则直接引用了《以諾一書》的内容。
以諾一書和但以理書都是猶太教中重要的啟示文學，並且都對新約聖經中的作者們有很多的影響。與以諾一書最有直接關係的經文是猶大書第十四節到第十五節：「亞當的七世孫子以諾曾經預言這些人說：看哪，主帶著祂的千萬聖者降臨，要在眾人身上行審判，證實那一切不敬虔的人所妄行的一切不敬虔的事，又證實不敬虔之罪人所說頂撞祂的剛愎話。」另外，聖經新約對人子、彌賽亞與祂的國度、天使和魔鬼等思想都直接或間接地跟以諾一書有關。

## 以諾二書
以諾二書不同於以諾一書，它的來歷、文本的完整性和寫作日期都有很多爭議，所以有部份基督宗教的宗派視之為偽典；但又有神學家認為，書中所記載的內容都與基督宗教對聖經的看法同出一轍。
以諾二書分成四卷：
1. 卷一：第一到二十章。
2. 卷二：第二十一到四十章。
3. 卷三：第四十一到六十章。
4. 卷四：第六十一到七十三章。

## 以諾三書
《以諾三書》是以希伯來文寫成的猶太啟示文學，與《以諾一書》和《以諾二書》沒有直接的關係。
《以諾三書》據稱是出自大祭司以實瑪利之手，記述了他在天使梅丹佐（天使化的以諾）的幫助下漫遊天庭，看到神的寶座、戰車、和眾天使。
以諾三書分成三卷：
1. 卷一：第一到二十章。
2. 卷二：第二十一到四十章。
3. 卷三：第四十一到四十八章。

## 外部連結
文本
- Book of the Watchers（页面存档备份，存于） (Chapters 1–36): Ge'ez text and fragments in Greek, Aramaic, and Latin at the Online Critical Pseudepigrapha
- Ethiopic text online（页面存档备份，存于） (all 108 chapters)
- R H Charles 1917 Translation（页面存档备份，存于）
- George H. Schodde 1882 Translation（页面存档备份，存于） (PDF format).
- Richard Laurence 1883 Translation（页面存档备份，存于）
- Book of Enoch Interlinear (Including three English and two Swedish translations.)
- Book of Enoch New 2012 Translation with Audio Drama（页面存档备份，存于）

簡介及其他
- The First Manuscript of the Book of Enoch. An Epigraphical and Philological Study of the Aramaic Fragments of 4Q201 from Qumran by Michael Langlois（页面存档备份，存于）
- Jewish Roots of Eastern Christian Mysticism: An interdisciplinary seminar at Marquette University（页面存档备份，存于）
- Jewish Encyclopedia: ENOCH, BOOKS OF (Ethiopic and Slavonic)（页面存档备份，存于）
- Catholic Encyclopedia: The Book of Henoch (Ethiopic)（页面存档备份，存于）
- .   [2016-03-13]. （原始内容存档于2007-05-18）.